# Astenia
Astenia (łac. asthenia, z stgr. ἀσθένεια) – stan słabości fizycznej i psychicznej organizmu.
Osoby z astenią mają budowę ciała: szczupłą z wąskimi ramionami, zapadniętą klatką piersiową, długimi i szczupłymi kończynami oraz słabo rozwiniętymi mięśniami.
Astenię wywołują zaburzenia układu nerwowego: niepokój, lęk lub nadmierna pobudliwość. Astenia pojawia się w przebiegu nerwic, psychastenii oraz depresji lub schizofrenii. Może być również następstwem przebytej ciężkiej choroby, ciężkich przeżyć psychicznych lub długotrwałego niedożywienia.